# ماریا کنستانتینسکو (ورزشکار)
ماریا کنستانتینسکو (انگلیسی: Maria Constantinescu؛ زادهٔ ۵ july ۱۹۵۶ (۶۸ سال)) ورزشکار روئینگ اهل رومانی است.
وی در مسابقات کشوری و بین‌المللی در مجموع برندهٔ ۱ مدال برنز شده‌است.